# Зург
Зург (также зургский язык, куфра; англ. zurg, kufra) — идиом восточноберберской ветви берберо-ливийской семьи языков, распространённый в юго-восточной Ливии (в пустынных районах Сахары) — в оазисе Куфра (историческая область Киренаика, центральная часть территории муниципалитета Эль-Куфра).
Ареал языка зург размещён в юго-восточной части области распространения восточноберберских языков приблизительно на равном удалении от ареалов родственных оазисных языков и диалектов тмесса, фоджаха, ауджила и сиуа.
А. Ю. Милитарёв в статье «Берберо-ливийские языки», опубликованной в Большой российской энциклопедии, приводит язык зург (куфра) наряду с такими восточноберберскими языками, как сиуа, ауджила, сокна, фоджаха, гхадамес и тмесса.

В числе восточноберберских языков зург (куфра) приводится также в классификации чешского лингвиста Вацлава Блажека (Václav Blažek) и в классификации британского лингвиста Роджера Бленча (Roger Blench).
В настоящее время о языке (или диалекте) зург нет никаких сведений, возможно, что он уже вымер.